# استان هاوت-کاتانگا
استان هاوت-کاتانگا (به لاتین: Haut-Katanga Province) یک استان در جمهوری دموکراتیک کنگو است که در جمهوری دموکراتیک کنگو واقع شده‌است. استان هاوت-کاتانگا ۱۳۲٬۴۲۵ کیلومتر مربع مساحت و ۴٬۶۱۷٬۰۰۰ نفر جمعیت دارد.